# ビヨンド・サイレンス
ビヨンド・サイレンス（原題：Jenseits der Stille、英題：Beyond Silence）は、カロリーヌ・リンク 監督による1996年のドイツ映画。
聴覚障害者である両親とその娘ララの家族愛を描いた作品で、アカデミー外国語映画賞にノミネートされた。日本でも評価され、1997第10回東京国際映画祭グランプリを受賞。

## キャスト
※括弧内は日本語吹替
- ララ - シルヴィー・テステュー（高橋理恵子）
- 少女時代のララ - タチアナ・トゥリープ（高橋理恵子）
- マーチン - ホヴィー・シーゴ（中村秀利）
- カイ - エマニュエル・ラボリ（堀越真己）
- クラリッサ - シビラ・キャノニカ（高島雅羅）
- グレゴール - マティアス・ハビッヒ（内田直哉）
- トム - ハンザ・シピオンカ（井上倫宏）

## 作品解説
- 主演のシルヴィー・テステューは本作品への出演のため、ドイツ語･クラリネット･手話を習得して撮影に臨み、ドイツ映画賞の最優秀女優賞を受賞した。映画では母子という設定であるがシルヴィー・テステューとその母親役エマニュエル・ラボリは同年生まれ(1971年)である。
- ドイツを舞台とした映画であるが、実際にはララ役のシルヴィー・テステューと母親役のエマニュエル・ラボリはフランス人、父親役のホヴィー・シーゴはアメリカ人である。

## 主な受賞歴
- 第10回東京国際映画祭グランプリ（1997年）
- アカデミー外国語映画賞ノミネート（1997年）